# Oksfordzka szkoła języka potocznego
Oksfordzka szkoła języka potocznego – jeden z działów filozofii analitycznej. Powstała w drugiej połowie XX wieku w Uniwersytecie Oksfordzkim. Głównymi jej przedstawicielami byli: John Langshaw Austin, Gilbert Ryle, Peter Frederick Strawson, Herbert Hart.